# Инженерная улица (Москва)
Инжене́рная улица — улица в Алтуфьевском районе Северо-Восточного административного округа города Москвы. Проходит от Алтуфьевского шоссе до Путевого проезда.

## Название
Дорога, соответствующая нынешней улице, от Алтуфьевского шоссе до станции Бескудниково отмечена на карте 1931 года. В составе посёлка Воробьёвский улица носила наименование Рабочей, потом Советской. Инженерной улица названа в 1964 году по строившимся тогда на улице домам для инженеров завода НИКИМТ. Тем не менее остановка единственного тогда на Алтуфьевском шоссе автобуса № 33 (ВДНХ-Южная — Лианозово, Московская улица), известная ныне как «Инженерная улица», ещё долгое время называлась «Рабочая улица».

## Описание
Инженерная улица проходит с востока на запад, начинается от Алтуфьевского шоссе напротив Бибиревской улицы, пересекает улицу Бегичева и заканчивается на Путевом проезде у Савёловского направления Московской железной дороги (напротив улицы 800-летия Москвы). На пересечении с Алтуфьевским шоссе расположен районный пруд с зоной отдыха на набережной.

## История
Ведётся строительство путепровода через Савёловское направление Московской железной дороги, который свяжет Инженерную улицу с улицей 800-летия Москвы. В начале 2022 года вдоль улицы срублены все деревья, ликвидированы парковочные места, ведётся перекладка коммуникаций для расширения проезжей части. К марту 2023 года построено по одной опоре с каждой из сторон. Строительство путепровода через Савёловское направление Московской железной дороги не согласовано с жителями улицы. 

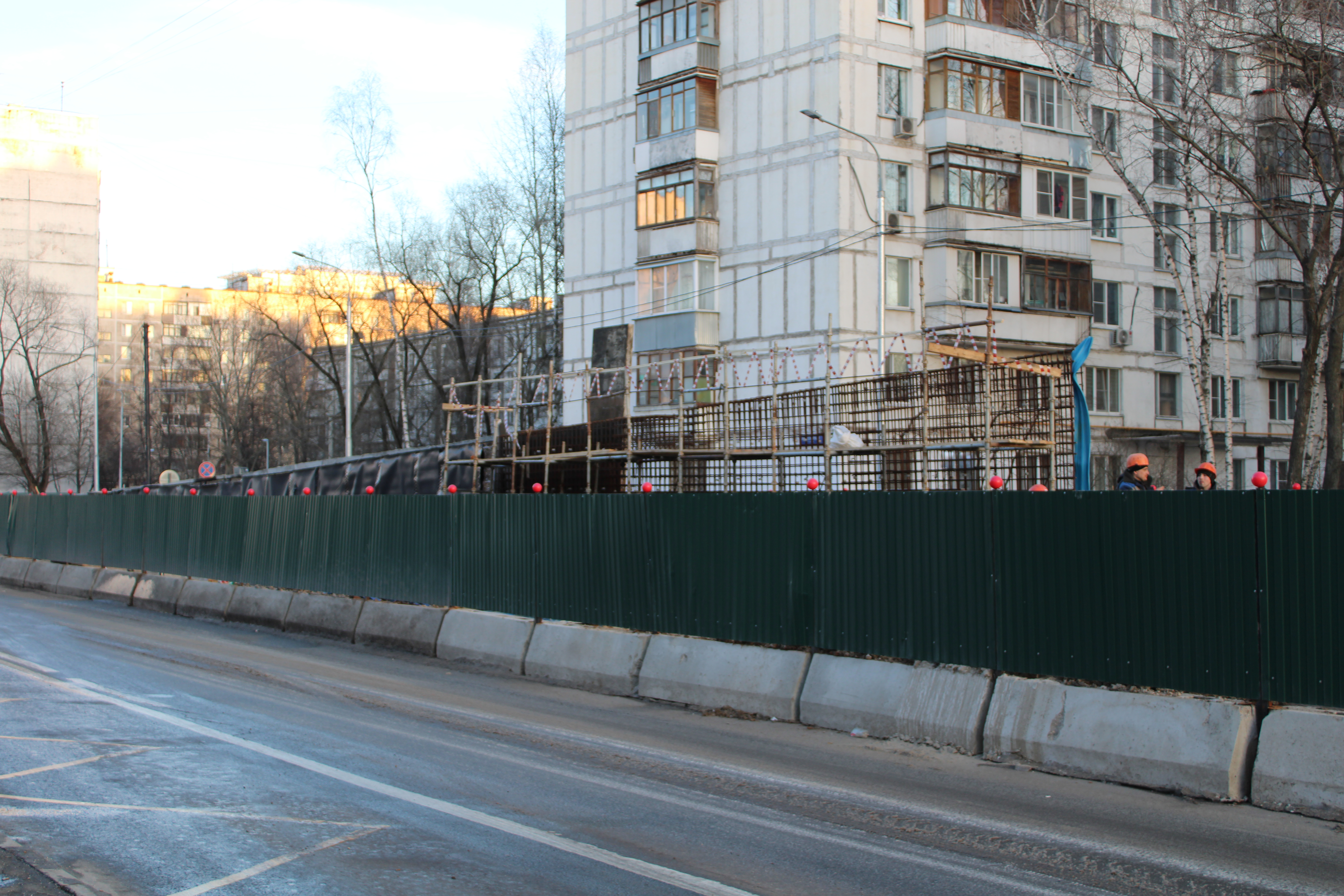
Будущая рампа путепровода
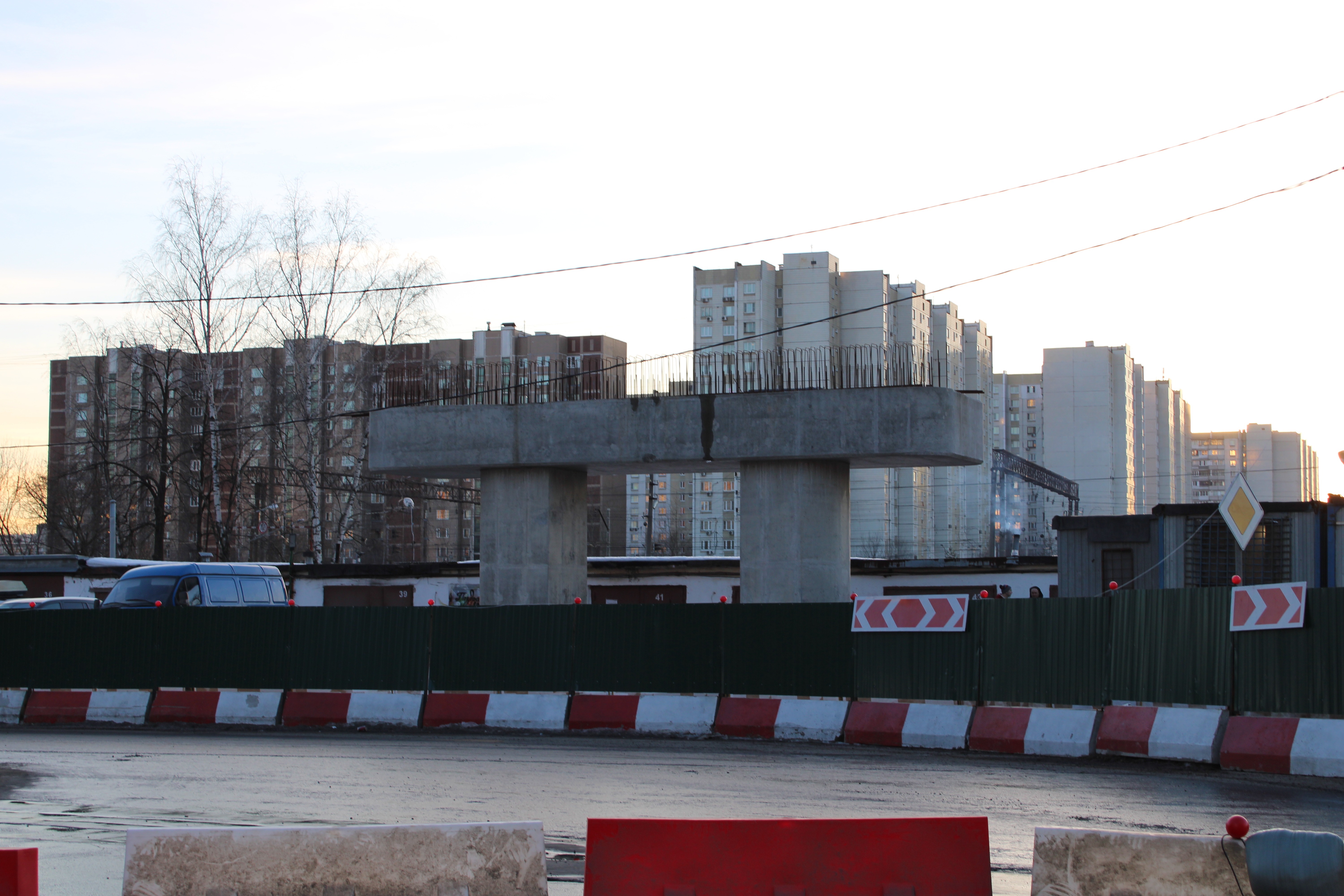
Готовая опора

## Учреждения и организации
- Дом 1 — районный центр «Марс»;
- Дом 3 — супермаркет «EuroSpar»;

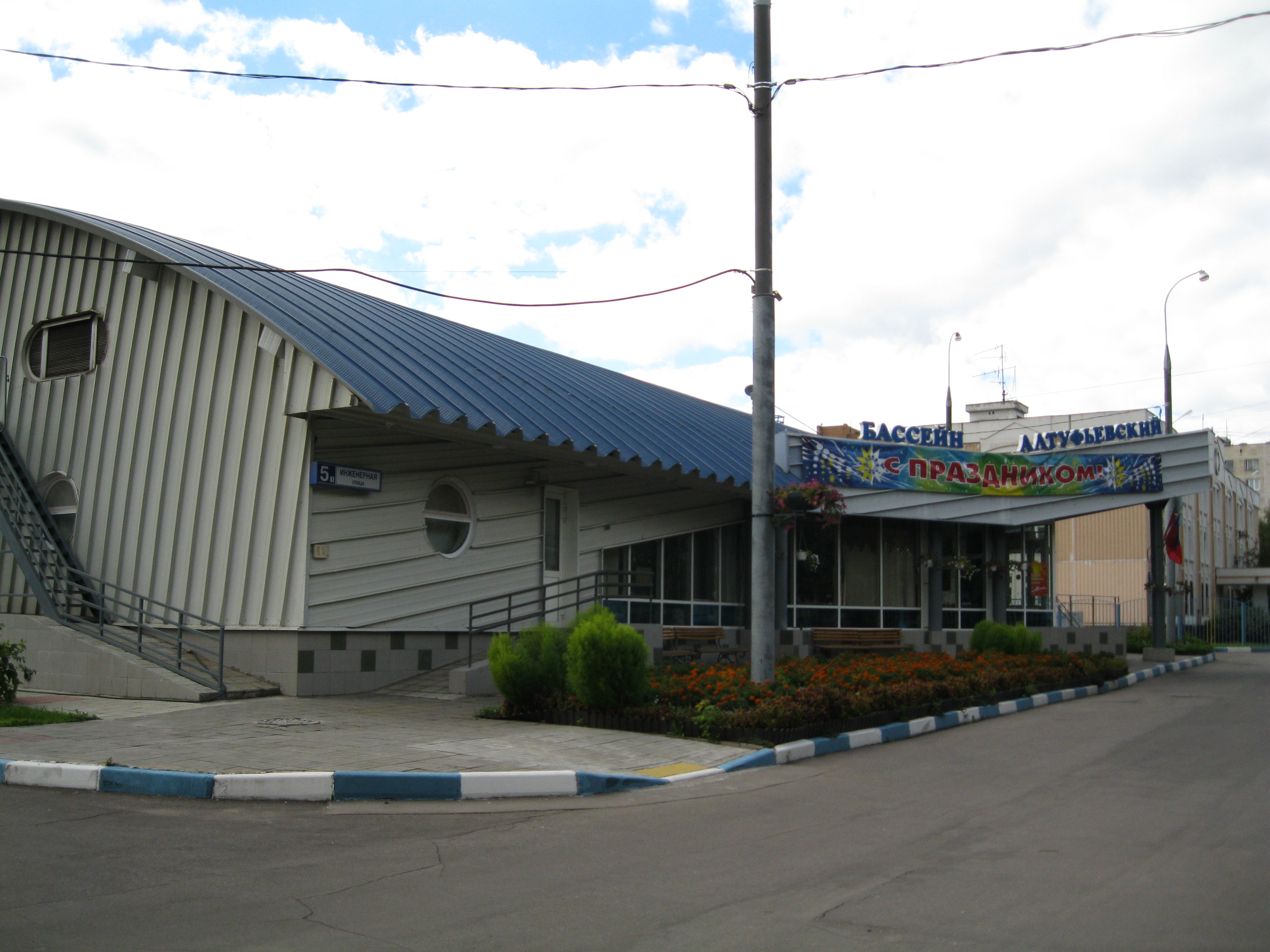
Плавательный бассейн «Алтуфьевский»

- Дом 3, корпус 1 — Диагностический центр № 5, филиал № 1 (бывшая поликлиника № 43);
- Дом 5 — торговый центр «Марка»;
- Дом 5А - Спортивный комплекс «На Инженерной»
- Дом 5, корпус 1 — бассейн «Алтуфьевский»;
- Дом 5, корпус 2 — народный гараж;
- Дом 15 — штаб народной дружины Алтуфьевского района;
- Дом 16 — Школа № 305, корпус № 2 (бывшая школа № 302).